# Callyspongia villosa
Callyspongia villosa är en svampdjursart som först beskrevs av Peter Simon Pallas 1766.  Callyspongia villosa ingår i släktet Callyspongia och familjen Callyspongiidae.
Artens utbredningsområde är Karibiska havet. Inga underarter finns listade i Catalogue of Life.